# Marko Grosa

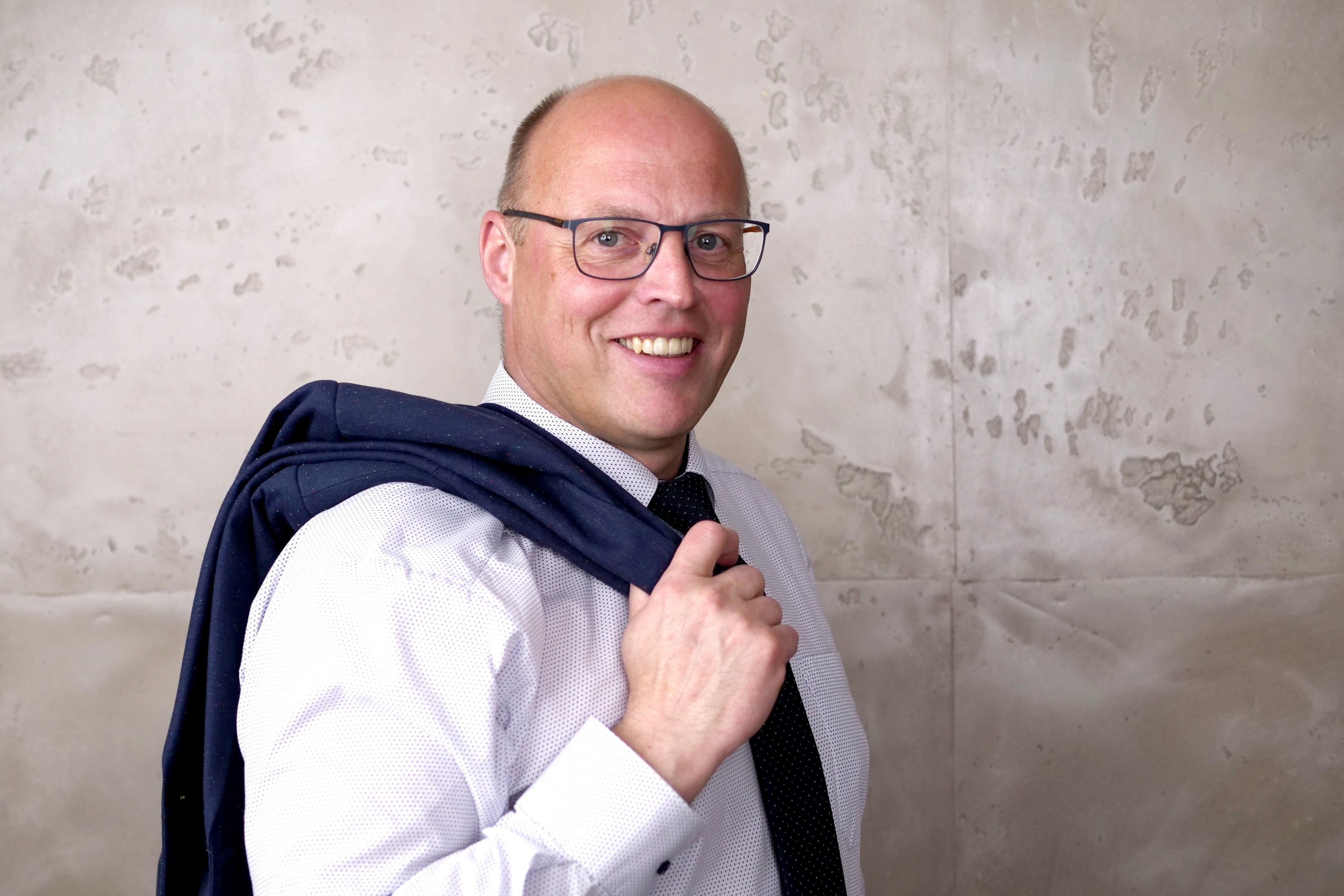
Marko Grosa (2022)

Marko Grosa (* 9. Mai 1969) ist ein deutscher Kommunalpolitiker und war von 2016 bis 2022 Bürgermeister der Stadt Leinefelde-Worbis. Er ist Mitglied der CDU. Zuvor war er Leiter der Polizeiinspektion Eichsfeld und bis 2014 Landesvorsitzender der Gewerkschaft der Polizei.

## Leben

### Ausbildung und Beruf
Er absolvierte nach dem Abschluss der Kaufmannslehre im Jahr 1987 seinen Wehrdienst und daran anschließend die Berufsausbildung zum Polizeivollzugsbeamten mit dem Abschluss im Jahr 1991.
Von 1993 bis 1996 studierte er an der Verwaltungsfachhochschule Meiningen mit Abschluss als Diplom-Verwaltungswirt (FH). Als diplomierter Verwaltungswirt nahm er nach verschiedenen Führungsaufgaben zehn Jahre später noch das Studium an der Führungsakademie der Polizei des Bundes und der Länder in Münster auf.
Ab dem Jahr 2005 war Grosa als Kriminalrat in der Kriminalpolizeiinspektion für Nordthüringen tätig. Insbesondere aus seinem Amt als Landesvorsitzender der größten europäischen Gewerkschaft der Polizei gingen eine Vielzahl von tarif- und beamtenrechtlichen Erfahrungen hervor. So war er seit 2009 Leiter der Polizeiinspektion Eichsfeld und bis 2014 Landesvorsitzender der Gewerkschaft der Polizei sowie Aufsichtsratsvorsitzender des Polizeisozialwerkes Sachsen-Thüringen GmbH.

### Politische Arbeit und öffentliche Ämter
Grosa begleitete verschiedene öffentliche Ämter. Er saß im Gemeinderat von Breitenbach, und, seit dessen Gründung, im Stadtrat der Stadt Leinefelde-Worbis. Er war zudem Ortsteilbürgermeister von Breitenbach, und 2. Beigeordneter des Bürgermeisters der Stadt Leinefelde-Worbis.
2016 wurde er von der CDU als Kandidat für das Amt des Bürgermeisters der Stadt Leinefelde-Worbis nominiert, er gewann die Wahl im ersten Wahlgang und übte dieses Amt vom 1. Juli 2016 bis 30. Juni 2022 aus.

### Privates
Marko Grosa ist in Worbis aufgewachsen, lebt weiterhin in Leinefelde-Worbis und hat zwei Söhne.

## Bürgermeister der Stadt Leinefelde-Worbis

### Amtsübergabe an den neuen Bürgermeister
Am 30. Juni 2016 endete die 26-jährige Amtszeit des Bürgermeisters der Stadt Leinefelde-Worbis, Gerd Reinhardt.
Bei der Kommunalwahl am 5. Juni 2016 konnte Grosa 66,3 % der Stimmen auf sich vereinen und übernahm die Nachfolge ab dem 1. Juli 2016.

### Vereidigung des neu gewählten Bürgermeisters
In der öffentlichen Sitzung des Stadtrates am 4. Juli 2016 fand die Vereidigung durch das älteste anwesende Stadtratsmitglied Karl-Heinz Klose, statt. Er nahm Marko Grosa den Amtseid ab. Marko Grosa übernahm nach der Vereidigung die Sitzungsleitung.
Nach dem Thüringer Kommunalwahlgesetz verlor Grosa mit Annahme der Wahl sein Mandat als Stadtratsmitglied. Nach dem Ergebnis der Kommunalwahlen 2014 rückte für die CDU-Fraktion Katrin Oberthür in den Stadtrat nach. Sie wurde von Grosa in der Stadtratssitzung verpflichtet.

### Kandidatur für das Amt des Bürgermeisters 2022
Für den 12. Juni 2022 kandidierte Marko Grosa erneut als CDU-Mitglied für das Amt des Bürgermeisters der Stadt Leinefelde-Worbis.
Amtsinhaber Marko Grosa erhielt mit 41,1 Prozent die meisten Stimmen. Keiner der vier Kandidaten konnte mehr als die Hälfte der gültigen Stimmen auf sich vereinen, somit kam es zwei Wochen später am 26. Juni 2022 zu einer Stichwahl gegen den Zweitplatzierten Christian Zwingmann. Grosa verlor die Stichwahl mit 43,2 % und schied zum 30. Juni 2022 aus dem Amt aus.

### Gewerbesteuer-Affäre
Im Dezember 2022 hat die Staatsanwaltschaft Mühlhausen Ermittlungen gegen Grosa eingeleitet, weil ein Unternehmen weniger Gewerbesteuern als vorgesehen gezahlt hat.